# 泰国电影金天鹅奖
泰国电影金天鹅奖，前称泰国国家电影协会奖（英語：Thailand National Film Association Awards），是泰国电影业的大型奖项，也是泰国最权威、最具知名度的电影奖项之一。每年由泰国文化部以及泰国国家电影和内容协会联合会（MPC）颁发。奖项又译泰国电影苏潘娜宏奖、泰国电影素潘娜宏奖，是因为奖杯雕像的设计以泰国皇家驳船素潘娜宏的傀儡作为创作灵感，因而取之之名。此奖项在电影人心中的地位相当于华语电影界的金马奖，或是奥斯卡奖，设立奖项的灵感则源自于亚太影展。

## 评选标准
- 2013年，由15名评委组成的评审团，加上大约1500名电影界人士的投票，后者将根据电影的各个方面的构成进行投票。可以通过联合会的网站投票或邮寄，两组的得分的占比为 50：50。

- 2019年，电影评选标准发生了变化，入围标准的门槛大大地提高。入围奖项的作品必须是至少在泰国的五个省份（曼谷、春武里、清迈和呵叻）放映过的电影，或必须拥有至少50,000或更多名的观众，即总收入须介于为5-7百万泰铢之间，才能获得入围资格[2]。

## 颁发奖项

### 主要奖项
- 最佳影片奖（1991年至今）
- 最佳导演奖（1991年至今）
- 最佳男主角奖（1991年至今）
- 最佳女主角奖（1991年至今）
- 最佳男配角奖（1991年至今）
- 最佳女配角奖（1991年至今）
- 最佳原创剧本奖（1991年至今）
- 最佳摄影奖（1991年至今）
- 最佳剪辑奖（1991年至今）
- 最佳录音与混音奖（1991年至今）
- 最佳主题曲奖（1991年至今）
- 最佳配乐奖（1991年至今）
- 最佳艺术执导奖（1991年至今）
- 最佳服装设计奖（1991年至今）
- 最佳化妆特效奖（1991年至今）
- 最佳视觉特效制作奖（1991年至今）
- 最佳制作设计奖（1991年至今）
- 最佳特殊图像创作技术奖（1993年至今）
- 最佳剧本改编奖（1991年至今）

### 特别奖项
- 终身成就奖（2000年至今）